# Erster Makedonisch-Römischer Krieg
Der Erste Makedonisch-Römische Krieg war eine Auseinandersetzung zwischen König Philipp V. von Makedonien und dem Römischen Reich.

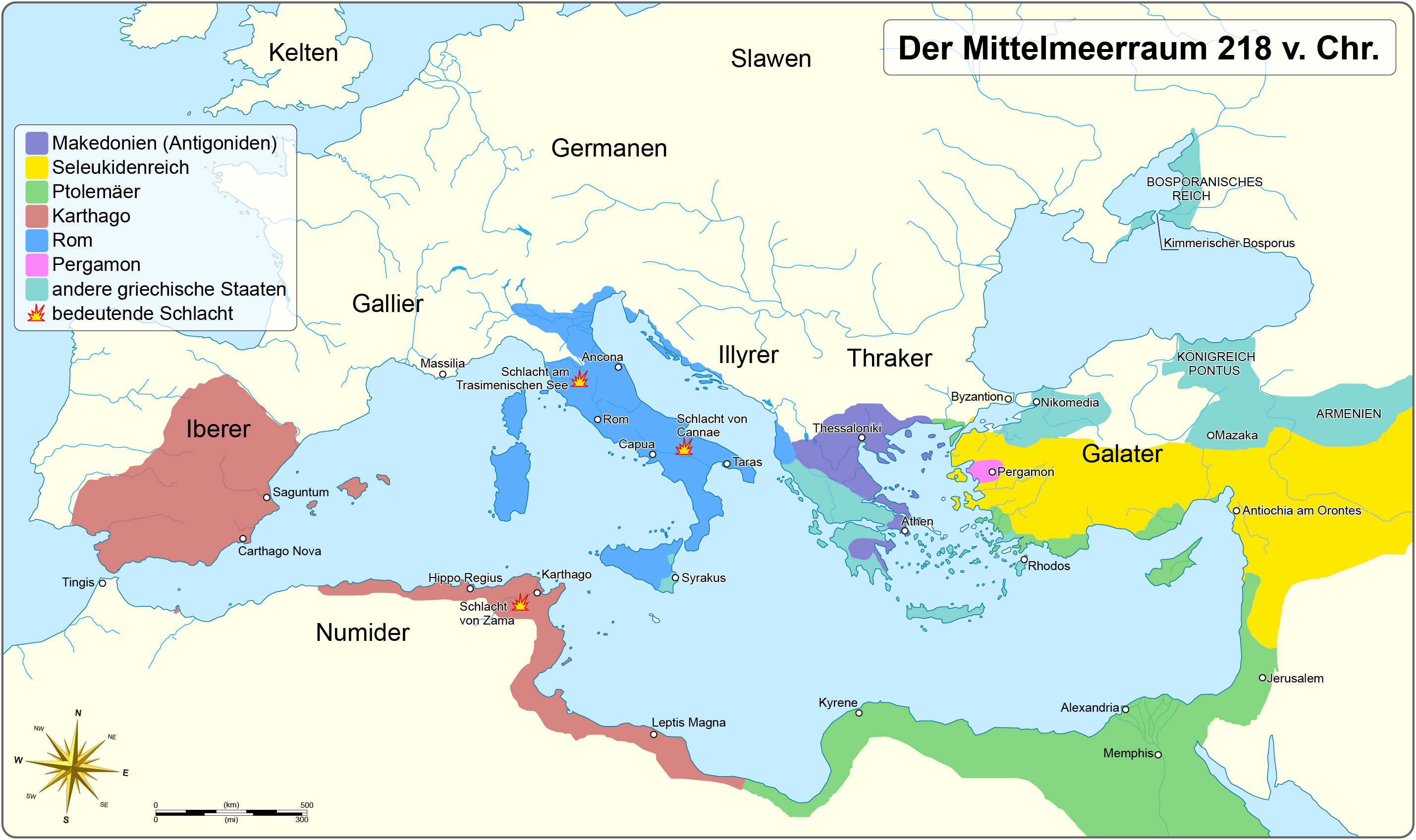
Der Mittelmeerraum 218 v. Chr.

Nachdem Rom 217 v. Chr. während des Zweiten Punischen Krieges schwere Niederlagen gegen Hannibal erlitten hatte, sah Philipp eine günstige Gelegenheit gekommen, sich der unter römischem Patronat stehenden Küstenstädte Illyriens zu bemächtigen. Er beendete deshalb den Bundesgenossenkrieg gegen die Aitoler und wandte sich dem Norden seines Reiches zu. Zunächst ging Philipp erfolgreich gegen den Illyrerfürsten Skerdilaidas vor, der im Bundesgenossenkrieg gegen ihn gestanden hatte. Zudem ließ der Makedonenkönig eine Flotte vom Stapel, mit der er zwar die illyrischen Küstenstädte bedrohte, letztlich aber keine Konfrontation mit der maritimen Macht Rom wagte.
Als eigentlicher Beginn des Ersten Makedonisch-Römischen Krieges gilt das Jahr 215 v. Chr., in dem Philipp einen Vertrag mit Hannibal abschloss, in dem beide ihr Vorgehen gegen Rom zu koordinieren beabsichtigten. Tatsächlich ist es nie zu einer gemeinsamen Aktion zwischen Makedonien und Karthago gekommen. Philipp konnte sich aber immerhin 213 der illyrischen Stadt Lissos bemächtigen und damit einen festen Platz an der Adriaküste erringen. Zudem wurde er in Kämpfe auf der Peloponnes verwickelt, in denen sich die mit ihm verbündeten Achaier sowie Sparta, Elis und Messene gegenüberstanden. Erfolge Philipps in Thrakien beunruhigten König Attalos I. von Pergamon. Die bisher äußerst passiven Römer schlossen schließlich 212 einen Vertrag mit Philipps alten Feinden, den Aitoliern, dem sich die übrigen Gegner Phillips bald anschlossen.
Durch die Vereinigung der römischen und pergamenischen Flotte war das maritime Übergewicht der Koalition noch größer geworden, doch konnte sich Philipp zu Lande behaupten. Ein Einfall der Dardaner 209 brachte ihn in Bedrängnis, doch schaffte ihm ein Bündnis mit Bithynien den Gegner Attalos vom Hals. Nach Erfolgen über die Aitoler schlossen diese 206 aufgrund der mangelhaften römischen Unterstützung einen Vorfrieden mit Philipp. Im Jahr 205 v. Chr. wurde schließlich der allgemeine Friede von Phoinike geschlossen, in dem der jeweilige Status quo anerkannt wurde. Philipp behielt also seine hegemoniale Stellung in Griechenland und durfte zusätzlich Lissos behalten.